# NGC 6866
NGC 6866 è un ammasso aperto visibile nella costellazione del Cigno; nonostante le sue dimensioni ridotte è un oggetto piuttosto ricco.

## Osservazione

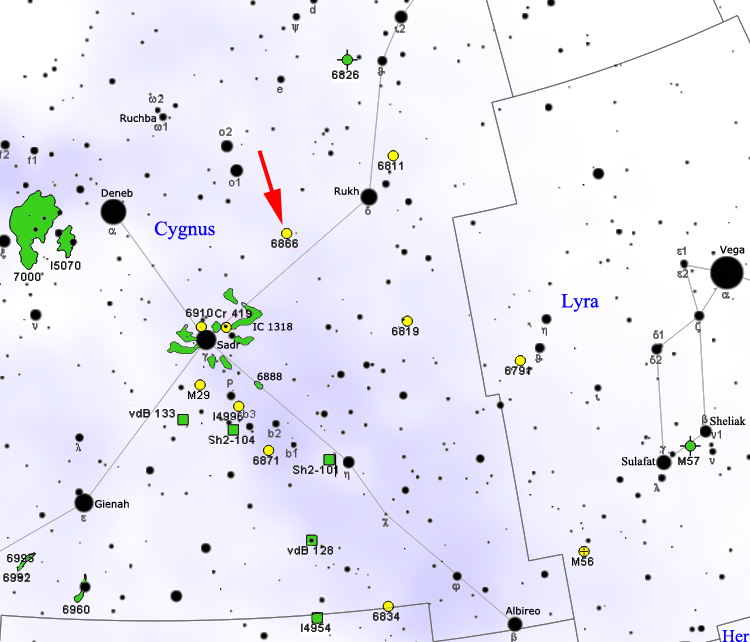
Mappa per individuare NGC 6866.

Si tratta di un piccolo ma ricco ammasso aperto, visibile 4,5 gradi a nordovest della stella Sadr; come riferimento si può anche utilizzare la coppia di stelle ο1 Cygni e ο2 Cygni, prolungando per circa 2,5 volte la direzione tracciata dalla coppia e deviando leggermente verso ovest. Si evidenzia anche in un binocolo 10x50 come una chiazza chiara e nebulosa, impossibile da risolvere in stelle; le sue componenti più luminose infatti, essendo di undicesima magnitudine, diventano visibili solo con un telescopio da almeno 120mm di apertura. Queste si dispongono principalmente nella parte sudovest dell'ammasso, mentre le componenti della parte centrale sono ancora meno luminose. A 100x l'ammasso è completamente risolto in diverse decine di stelle.
NGC 6866 può essere osservato da entrambi gli emisferi terrestri, sebbene la sua declinazione settentrionale favorisca notevolmente gli osservatori dell'emisfero nord; dalle regioni boreali si presenta estremamente alto nel cielo nelle notti d'estate, mentre dall'emisfero australe resta sempre molto basso, ad eccezione delle aree prossime all'equatore. È comunque visibile da quasi tutte le aree abitate della Terra. Il periodo migliore per la sua osservazione nel cielo serale è quello compreso fra giugno e novembre.

## Storia delle osservazioni
L'ammasso venne osservato per la prima volta da Caroline Herschel il 23 luglio del 1783, che lo vide probabilmente attraverso un piccolo telescopio riflettore; lo descrisse come un oggetto formato da alcune stelle deboli o forse una sorta di nebulosa. Suo fratello William Herschel lo inserì nella sua lista di oggetti non stellari fornendone le coordinate e una breve descrizione.

## Caratteristiche
Si tratta di un ammasso piuttosto ricco e di forma allungata in senso nord-sud, contenente almeno 130 stelle disperse su un diametro di circa 20'; presenta segni di segregazione di massa, fenomeno in cui le componenti più massicce tendono a concentrarsi al centro dell'ammasso, mentre la sua età è stimata attorno a 800 milioni di anni. Le sue componenti più luminose sono di classe spettrale B e appaiono apparentemente decentrate; sono inoltre presenti diverse stelle di classe F e G.
La distanza di NGC 6866 è stimata attorno ai 1200 parsec (3900 anni luce); i dintorni sono ricchi di nubi molecolari, data la sua vicinanza fisica al grande complesso nebuloso di Cygnus X, una delle regioni di formazione stellare più grandi e attive della Via Lattea.